# Kapelle Siedenburg

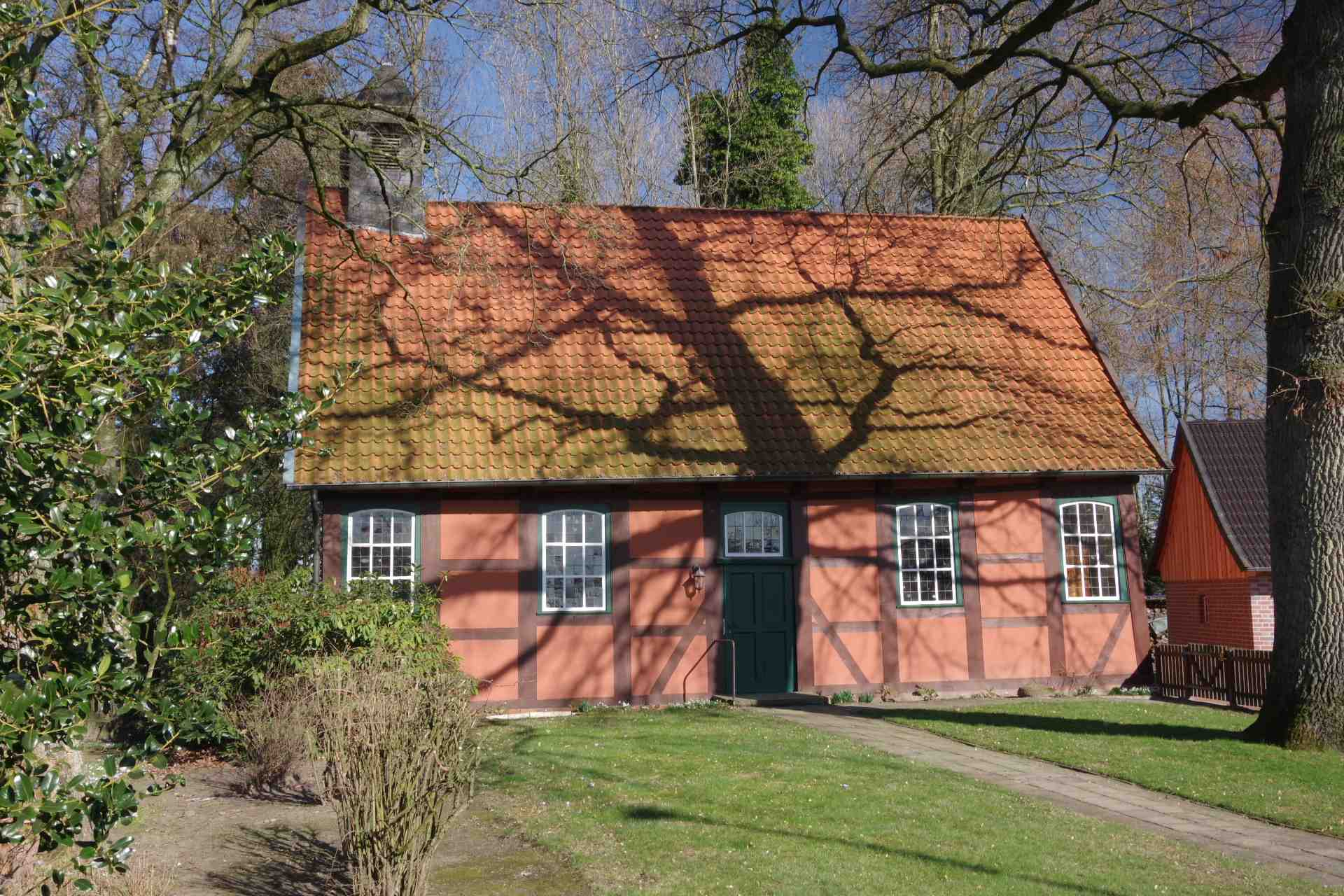
Kapelle Siedenburg

Die evangelisch-lutherische denkmalgeschützte Kapelle Siedenburg steht auf dem Kirchfriedhof von Siedenburg, einem Flecken im Landkreis Diepholz von Niedersachsen. Die Kirchen- und Kapellengemeinde Mellinghausen-Siedenburg gehört zum Kirchenkreis Grafschaft Diepholz im Sprengel Osnabrück der Evangelisch-lutherischen Landeskirche Hannovers.

## Beschreibung
Die schlichte Fachwerkkirche, eine Saalkirche mit 4 Jochen, wobei sich im mittleren das Portal befindet, wurde 1646 erbaut. Aus dem Satteldach der Kapelle erhebt sich ein schiefergedeckter Dachreiter, in dem eine Kirchenglocke hängt, die 1646 gegossen wurde. Zur Kirchenausstattung gehört ein mit Knorpelwerk verzierter Altar, der 1658 gestiftet wurde. In seiner Mitte ist das Abendmahl Jesu dargestellt, seitlich die Eherne Schlange und die Kreuzigung, bekrönt von der Auferstehung Jesu Christi.